# Keith Jennings
Keith Russell „Mister“ Jennings (* 2. November 1968 in Culpeper, Virginia) ist ein ehemaliger US-amerikanischer Basketballspieler. Nach dem Studium in seinem Heimatland, wo der nur 1,70 m große Spieler den „Frances Pomeroy Naismith Award“ für den besten College-Basketballspieler mit weniger als sechs Fuß Körpergröße gewann, und dem Vorspielen in einer Sommerliga begann Jennings seine professionelle Karriere 1991 bei Brandt Hagen in der deutschen Basketball-Bundesliga. Anschließend schaffte er in seinem Heimatland bei den Golden State Warriors den Sprung in die NBA. Nach 1995 spielte er vorwiegend in Europa und dort insbesondere in Frankreich, wo er 2004 seine Spielerlaufbahn beendete. Anschließend kehrte er in sein Heimatland zurück, wo er als Trainer an Highschools und Assistenztrainer von Hochschulmannschaften arbeitete.

## Karriere
Jennings erhielt einen Studienplatz an der East Tennessee State University, wo er von 1987 an für die Hochschulmannschaft Buccaneers in der Southern Conference der NCAA spielte. Die Buccaneers waren keine besonders erfolgreiche Basketballmannschaft und hatten zuletzt in Jennings’ Geburtsjahr 1968 eine Meisterschaft in der Ohio Valley Conference gewonnen. Unter anderem mit der Hilfe von Jennings gewann man in dessen Sophomore-Jahr das Meisterschaftsturnier der Southern Conference und verteidigte diesen Titel in den folgenden Jahren zweimal. Jennings gewann die ersten beiden von den Trainern vergebenen Auszeichnungen als Spieler des Jahres der Southern Conference. Nach der Achtelfinalteilnahme 1968 qualifizierten sich die Buccaneers mit den Meisterschaftsgewinnen auch erstmals wieder für die landesweite NCAA-Endrunde, in der man jedoch dreimal in der ersten Runde ausschied. Bei der ersten Teilnahme 1989 war man auf den letzten Platz der Setzliste in der Regionalgruppe eingruppiert worden und war dann einer historischen Überraschung so nahe wie noch nie zuvor eine andere Mannschaft, mit den Oklahoma Sooners um Mookie Blaylock die topgesetzte Mannschaft in der ersten Runde zu eliminieren. Nach einer 17-Punkte-Führung des Underdogs in der ersten Halbzeit gingen die hoch favorisierten Sooners erst in den letzten zwei Minuten erstmals in Führung und konnten das Spiel schließlich mit einem Punkt Unterschied über die Zeit retten.
Obwohl die Buccaneers auf landesweiter Ebene nichts Besonderes erreicht hatten, wurde Jennings, der schon zu Collegespielzeiten den Spitznamen „Mister“ trug und ein herausragender Distanzschütze war, in seinem Senior-Jahr 1991 als „Second Team Consensus All-American“ unter die zehn besten College-Basketballspieler des Landes gewählt und mit dem „Frances Pomeroy Naismith Award“ für den besten Hochschul-Basketballspieler mit einer Körpergröße von weniger als sechs Fuß (entspricht 1,83 m) ausgezeichnet. Im Gegensatz zu allen anderen ausgezeichneten All-Americans wurde Jennings nicht im Draftverfahren der NBA ausgewählt. Nach dem Ende seiner Spielerkarriere 2004 wurde Jennings’ Trikotnummer bei den Buccaneers zurückgezogen, das heißt, ehrenhalber für die weitere Vergabe gesperrt, und er 2013 in die „Athletics Hall of Fame“ (deutsch Sportler-Ruhmeshalle) seiner Alma Mater aufgenommen.
Nach dem Ende des Studiums 1991 versuchte Jennings sich über die Sommerliga United States Basketball League bei den Jacksonville Hooters doch noch für die NBA zu empfehlen. Nachdem dies zunächst nicht gelungen war, spielte er in seiner ersten Saison als Profi bei Brandt Hagen in der deutschen Basketball-Bundesliga. In der Saison 1991/92 erreichten die Hagener mit leicht positiver Saisonbilanz den dritten Platz der Nordgruppe und schieden in der ersten Play-off-Runde um die Meisterschaft gegen TTL Bamberg aus. Anschließend gelang Jennings doch noch der Sprung in den Saisonkader eines NBA-Klubs und er spielte unter Don Nelson in der NBA-Spielzeit 1992/93 bei den Golden State Warriors. Dies war damals noch ein völlig unbekannter Karriereverlauf, dass ein US-amerikanischer Basketballspieler nach der Collegekarriere über die deutsche Liga der Sprung in die NBA gelang. Nachdem Jennings in seiner ersten NBA-Saison nur in acht Spielen eingesetzt worden war, kam er in der NBA-Spielzeit 1993/94 in fast allen Saisonspielen zum Einsatz und auch in seinen einzigen drei Play-off-Spielen für die Warriors, die jedoch in der ersten Runde sieglos ausschieden. In seiner dritten Saison war Jennings in gut einem Viertel der Saisonspiele Mitglied der Starting Five und kam auf über 20 Minuten Einsatzzeit pro Spiel, doch die Saisonbilanz der Warriors rutschte deutlich ins Negative und mit 26 Saisonsiegen erreichte man nur gut halb so viel Siege wie in der Vorsaison, so dass man die Play-offs in der Spielzeit 1994/95 deutlich verpasste.
Nachdem Jennings zunächst 1995 keinen neuen Vertrag mehr bekommen hatte, spielte er in der Saison 1995/96 beim CB Estudiantes aus Madrid in der spanischen Liga ACB. Estudiantes erreichte nach der Hauptrunde einen sehr guten vierten Platz und zog in die Play-off-Halbfinalserie gegen Titelverteidiger FC Barcelona ein, dem man nur knapp in fünf Spielen unterlag. Jennings war als Teilnehmer am All-Star-Games der spanischen Liga der Gewinner des Dreipunkte-Distanzwurfwettbewerbs. Zur folgenden Saison schaffte Jennings den Sprung zurück in einen NBA-Saisonkader und er erhielt einen Vertrag bei den Denver Nuggets. Nach einer Verletzung stand er jedoch die gesamte Saison 1996/97 auf der „Injury list“ der Nuggets, ohne einen Einsatz in einem Meisterschaftsspiel zu haben. Zur folgenden Saison 1997/98 ging Jennings zurück nach Europa und spielte in der französischen LNB Pro A bei Le Mans Sarthe Basket. 18 Siege in 30 Hauptrundenspielen reichten jedoch nur zum siebten Platz, so dass man in der ersten Play-off-Runde gegen die zweitplatzierte Mannschaft und späteren Meister ÉB Pau-Orthez ausschied. In seiner zweiten Spielzeit bei den Westfranzosen steigerte sich Jennings auf knapp 20 Punkte pro Spiel, womit er zum Topscorer der französischen Liga wurde, und wurde als Most Valuable Player der höchsten französischen Spielklasse ausgezeichnet, aber 19 Saisonsiege reichten nur zu einer geringfügigen Verbesserung auf den sechsten Hauptrunden-Tabellenplatz. In der ersten Play-off-Runde konnte man sich diesmal aber gegen die drittplatzierte Mannschaft Cholet Basket durchsetzen. In der Play-off-Halbfinalserie musste man sich jedoch dem Rekordmeister und amtierenden Vizemeister ASVEL Lyon-Villeurbanne geschlagen geben.
Nach seinen erfolgreichen Spielzeiten in Frankreich bekam Jennings 1999 erneut einen Vertrag in Madrid in der spanischen Liga ACB. Diesmal kam er jedoch bei den „Königlichen“, dem Rekordmeister Real Madrid, zu Saisonbeginn zum Einsatz. Real, die im Vorjahr ohne bedeutenden Titel geblieben waren, griffen jedoch kurz nach Saisonstart beim serbischen Welt- und Europameister Aleksandar Đorđević zu, so dass für Jennings kein Platz mehr im Kader war. Jennings ersetzte hingegen seinen verletzten Landsmann Mark Miller bei Fenerbahçe aus Istanbul. Zu Beginn der Saison 2000/01 bekam er einen Vertrag bei den Lions aus Sankt Petersburg, die allein zu dem Zweck gegründet worden waren, um als einzige russische Mannschaft an der „abtrünnigen“ EuroLeague-Spielzeit 2000/01 teilzunehmen. Der russische Verband, der zunächst treu zu den Wettbewerben der FIBA Europa stand, verweigerte den Lions die Teilnahme an der russischen Meisterschaft. Aber auch in der Euroleague war der Erfolg der Lions überschaubar und bereits nach fünf Einsätzen in den Hinspielen der Vorrunde verließ Jennings den Klub wieder. Jennings kehrte in die französische Liga zurück und spielte ab Dezember 2000 im Elsass für Illkirch-Graffenstaden Basket aus Straßburg. Die Mannschaft verlor nach dem vierten Hauptrundenplatz die Halbfinalserie gegen ASVEL; eine Erfahrung, die Jennings bereits zwei Jahre zuvor bei MSB in Le Mans gemacht hatte. Nach einem Jahr Vertragslaufzeit entließ ihn der Verein jedoch im Dezember 2001 wieder aus seinem Vertrag und Jennings spielte in der Saison 2002/03 für den Ligakonkurrenten SLUC aus Nancy. Nancy schied jedoch als Sechster in der ersten Play-off-Runde gegen seine ehemalige Mannschaft MSB aus. Für die Saison 2003/04 wurde der beinahe 35-jährige Jennings dann erneut von Strasbourg IG verpflichtet, die als Tabellenletzter der Vorsaison den Klassenerhalt nur durch Aufstockung der Liga erreicht hatten. Als Siebter der aufgestockten Liga kehrte man jedoch gleich in die Play-offs zurück, in denen man am Titelverteidiger ÉB Pau-Orthez scheiterte.
Nach 2004 kehrte Jennings in sein Heimatland zurück und arbeitete als Basketballtrainer insbesondere an weiterführenden Schulen. Für die Saison 2007/08 kehrte er noch einmal seine ehemalige Hochschule zurück, um zu seinem begonnenen Studium einen Abschluss hinzu zu fügen. Dabei betätigte er sich auch als Trainerassistent im Stab seiner ehemaligen Hochschulmannschaft Buccaneers. Anschließend war er zunächst wieder an einer Highschool tätig, bevor er 2009 Assistenztrainer am Bluefield College wurde, dessen Hochschulmannschaften am Wettkampfbetrieb der sportlich unbedeutenderen NAIA teilnehmen.